# 't Roode Hert
Korenmolen 't Roode Hert is een in 1925 herbouwde stellingmolen aan de Frieseweg 102 in Oudorp. De molen ligt op ongeveer 900 meter van het centrum van Alkmaar. Het is de derde molen op deze plaats. De eerste molen brandde in 1807 af en werd vervangen door een tweede molen, afkomstig uit Zaandam-Oost. Deze brandde door onzorgvuldig gebruik van vuurwerk op 15 september 1924 volledig af. De molen is herbouwd met gebruikmaking van onderdelen van een molen uit 1748: de voormalige rijstpeller de Witte Klok, een molen die voorheen aan de zuidkant van de Zaanse Schans te Zaandam heeft gestaan.
Het gevlucht heeft op beide roeden het systeem Van Bussel; de binnenroede is uitgerust met Ten Havekleppen.
Er wordt in de molen nog steeds op professionele basis graan tot meel verwerkt. Naast de molen bevindt zich een winkel waarin meel- en bakkerijprodukten worden verkocht. De winkel wordt gerund door deelnemers van Fermento.
Eind vorige eeuw bestonden er plannen de molen ongeveer 300 meter te verplaatsen naar natuurgebied de Oudorperpolder. Dit was nodig om van windvang verzekerd te zijn nu het nabijgelegen voormalig industriegebied Overstad met woningen en winkels wordt bebouwd. Deze plannen voor overplaatsing zijn uiteindelijk niet doorgegaan en van tafel, waardoor de molen niet meer optimaal kan functioneren door de hoogbouw op Overstad. 
Op 17 juni 2010 is tijdens het malen de binnenroede met de Ten Havekleppen gebroken. Dankzij de zwichtstang bleef de roede nog hangen. Op 19 juli 2010 zijn de restanten van de binnenroede en gelijk ook de buitenroede gestreken. Op 10 juli 2012 werden ruim twee jaar na de roedebreuk twee nieuwe roeden gestoken waarmee de molen weer maalvaardig was.
De nieuwe roeden waren echter gedeelde roeden welke met bouten aan elkaar waren bevestigd. Meerdere molens in Nederland werden in die tijd met gedeelde roeden uitgerust. In 2017 werd door de overheid, wegens een ontwerpfout in deze gedeelde roeden, gelast alle molens met dit systeem stil te zetten. Zo ook 't Roode Hert waarvan de wieken op 15 april 2017 werden stilgezet. Pas in november 2018 werd weer nieuwe roeden gestoken, welke uit één geheel bestonden, waardoor er weer gemalen kon worden.

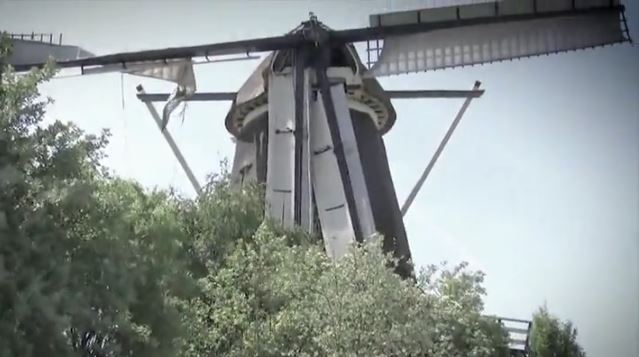
17 juni 2010 Roedebreuk 't Roode Hert
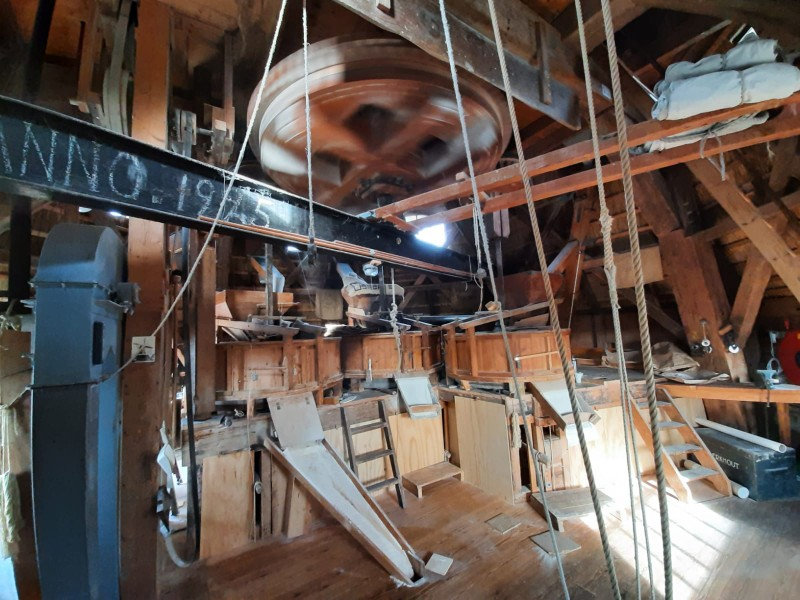
Maalzolder Korenmolen 't Roode Hert
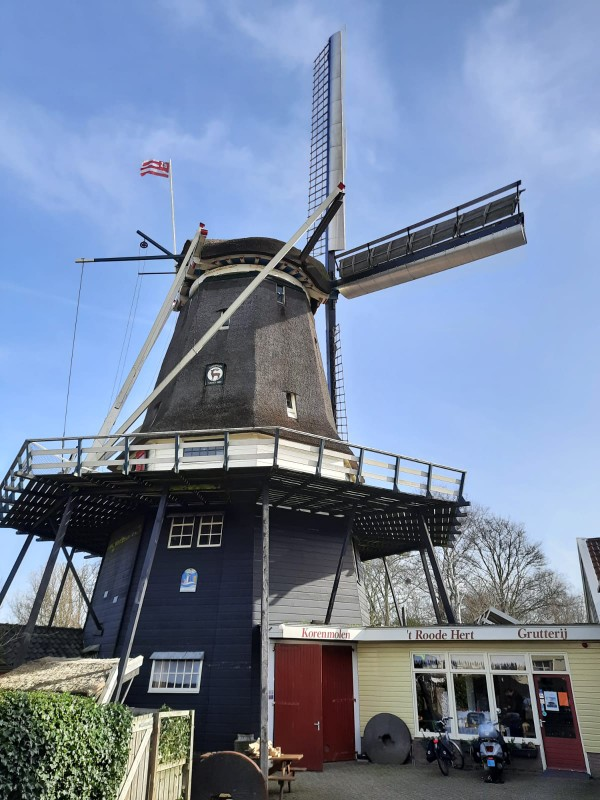
Korenmolen 't Roode Hert met bijbehorende grutterij
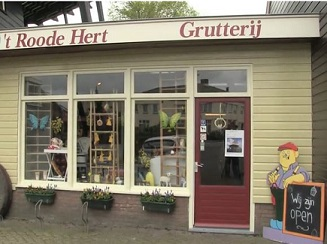
Grutterij 't Roode Hert